# Мардела Спрингс (Мериленд)
Мардела Спрингс (енгл. Mardela Springs) град је у америчкој савезној држави Мериленд.

## Демографија
По попису из 2010. године број становника је 347, што је 17 (-4,7%) становника мање него 2000. године.
| Група             | 2000.       | 2010.       |
| Белци             | 325 (89,3%) | 302 (87,0%) |
| Афроамериканци    | 20 (5,5%)   | 24 (6,9%)   |
| Азијати           | 0 (0,0%)    | 2 (0,6%)    |
| Хиспаноамериканци | 16 (4,4%)   | 8 (2,3%)    |
| Укупно            | 364         | 347         |